# フラガリア・ダルトニアナ
フラガリア・ダルトニアナ（学名: Fragaria daltoniana）は、バラ科オランダイチゴ属のイチゴの一種である。

## 形態・生態
全てのイチゴは7本の染色体からなる基本半数体を持つ。フラガリア・ダルトニアナは、これらの染色体を2対、計14本の染色体を持つ2倍体である。

## 分布・生育地
ヒマラヤ原産。

## 人間との関わり
果実の味わいは乏しく、商業的な価値はない。